# Каде, Эрик
Эрик Каде (нидерл. Erik Cadée; род. 15 февраля 1984, Хертогенбос) — голландский метатель диска, участник летних Олимпийских игр 2012 года.

## Спортивная биография
В 2003 году Эрик Каде стал чемпионом Европы среди юниоров. Пять раз голландский метатель принимал участие в чемпионатах мира, но ни разу ему не удавалось пробиться в финал соревнований.
В 2012 году Эрик принял участие в летних Олимпийских играх в Лондоне. В квалификации соревнований Эрик не смог за три попытки выполнить норматив 65,00 метров, но с 12 места всё же смог попасть в финал. В финале Каде показал результат 62,78 м и занял 10-е место.
С 2015 года Каде стал выступать на крупных соревнованиях по толканию ядра.